# Jørre Kjemperud
Jørre André Kjemperud (ur. 31 sierpnia 1968 w Vikersund) – norweski siatkarz plażowy, brązowy medalista Mistrzostw Świata 2001, mistrz Europy z 1997, a także czterokrotny brązowy medalista Europy w parze z Vegardem Høidalenem. Trzykrotny uczestnik Igrzysk Olimpijskich w 2000, 2004 oraz w 2008 turnieju piłki siatkowej.